# Isla Likoma
La Isla Likoma (en inglés: Likoma Island) es la isla más grande de las Islas Likoma en el lago Malaui.
Aunque está rodeada por las aguas de Mozambique, pertenece a su vecino Malaui y forma parte del distrito de Likoma junto con la isla Chizumulu. La razón de este cuasi-enclave fue la colonización de las islas por parte de los misioneros anglicanos.
Tiene unos 9000 habitantes. Está dotada de una pista de aterrizaje y, la localidad principal Likoma, posee una catedral anglicana construida entre 1903 y 1911. Desde Likoma puede llegarse en barco hasta Cobue en la provincia de Niassa, en Mozambique.

## Historia
En 1880 los misioneros de la Misión de la Universidad Central de África, fundada por David Livingstone, establecieron su cuartel general en la Isla de Likoma. Debido a la ubicación de la sede construida por David Livingstone, la isla fue asignada a Malaui, y no a Mozambique, país del cual está más cerca.

## Geografía
La isla tiene una superficie total de 18 km², y está situada en la parte nororiental del lago Malaui, 7 kilómetros al norte-oeste de Cobue, Mozambique). La ciudad más cercana en la costa de Malawi es Chintheche.